# Schwarzenfels
Schwarzenfels ist ein Ortsteil der Gemeinde Sinntal im hessischen Main-Kinzig-Kreis.

## Geographische Lage
Schwarzenfels liegt im Nordosten des Main-Kinzig-Kreises in der Brückenauer Kuppenrhön. Es breitet sich im Naturpark Hessischer Spessart auf der Süd- und Südwestflanke des Hopfenbergs (491,5 m) und auf der Westflanke des Eschebergs (516,3 m) auf Höhenlagen um 403 m ü. NHN aus. Etwa 11,5 km nordwestlich liegt Schlüchtern, 3,7 km nordwestlich Sterbfritz als Ort der Sinntaler Gemeindeverwaltung, und in Bayern befinden sich 8,5 km ostnordöstlich Bad Brückenau und 4 km (jeweils Luftlinie) südlich Zeitlofs. Schwarzenfels grenzt im Norden an Weichersbach und Oberzell, im Nordosten an Züntersbach, im Westen an Mottgers und im Süden an Güntershöfe (Güntershof), die alle Ortsteile von Sinntal sind.

## Geschichte

### Ortsgeschichte
Die älteste erhaltene Erwähnung des Ortes Swarzenfels stammt von 1290. Der Name leitet sich vermutlich von dem Doleritbasalt des Hopfenberges ab, an dessen Hang Schwarzenfels entstand. In erhaltenen Urkunden wurde der Ort später auch unter den Namen Swarcefels (1305) und Zwarzenfils (1361) erwähnt. Das Dorf gehörte zum Gericht Altengronau, das 1333 als Reichslehen aus einer Erbschaft vom Haus Rieneck an die Herrschaft Hanau kam. Aus dem Gericht entstand im 15. Jahrhundert das Amt Schwarzenfels der Grafschaft Hanau und ab 1459 die Grafschaft Hanau-Münzenberg. Bis Mitte des 16. Jahrhunderts war die Burg Schwarzenfels Sitz des Amtmanns. 
Die Grafschaft Hanau-Münzenberg schloss sich in der Reformation zunächst der lutherischen Konfession an, ab 1597 war sie reformiert. Die Kirchengemeinde von Schwarzenfels war nach Mottgers eingepfarrt. 1643 wurde das Amt Schwarzenfels – und damit auch der gleichnamige Ort – als Pfand zusammen mit anderen Sicherheiten der Landgrafschaft Hessen-Kassel übergeben. Es sollte für Hanauer Schulden bürgen, die im Zusammenhang mit der Befreiung der Stadt Hanau von der Belagerung durch kaiserliche Truppen 1636 gegenüber der Landgrafschaft Hessen-Kassel entstanden waren. Den Grafen von Hanau gelang es nicht mehr, dieses Pfand von Hessen-Kassel zu lösen. Das Amt wurde in der Folgezeit wie landgräfliches Eigentum verwaltet. Auch nachdem Hessen-Kassel 1736, nach dem Tod des letzten Hanauer Grafen, Johann Reinhard III., die Grafschaft Hanau-Münzenberg erbte, wurde es mit dieser nicht wieder vereinigt.
Der Landgraf wurde 1803 zum Kurfürsten erhoben. Während der napoleonischen Zeit stand Schwarzenfels ab 1806 unter französischer Militärverwaltung, gehörte 1807 bis 1810 zum Fürstentum Hanau und dann von 1810 bis 1813 zum Großherzogtum Frankfurt, Departement Hanau. Anschließend fiel es an den Kasseler Kurfürsten zurück. Nach der Verwaltungsreform des Kurfürstentums Hessen von 1821, im Rahmen derer Kurhessen in vier Provinzen und 22 Kreise eingeteilt wurde, gehörte Schwarzenfels zum Kreis Schlüchtern. 1866 wurde das Kurfürstentum nach dem Preußisch-Österreichischen Krieg von Preußen annektiert.
Hessische Gebietsreform (1970–1977)
Im Zuge der Gebietsreform in Hessen bildete sich zum 1. Juli 1972 die Gemeinde Sinntal durch den freiwilligen Zusammenschluss der bis dahin selbständigen Gemeinden Mottgers, Schwarzenfels und Weichersbach. Für Schwarzenfels wurde, wie für die übrigen Ortsteile von Sinntal, ein Ortsbezirk mit Ortsbeirat und Ortsvorsteher nach der Hessischen Gemeindeordnung gebildet.

### Verwaltungsgeschichte im Überblick
Die folgende Liste zeigt die Staaten und Verwaltungseinheiten, denen Schwarzenfels angehört(e):
- vor 1458: Heiliges Römisches Reich, Grafschaft Hanau
- ab 1458: Heiliges Römisches Reich, Grafschaft Hanau-Münzenberg, Amt Schwarzenfels
- ab 1643: Heiliges Römisches Reich, Landgrafschaft Hessen-Kassel (als Pfand), Grafschaft Hanau-Münzenberg, Amt Schwarzenfels
- ab 1803: Heiliges Römisches Reich, Landgrafschaft Hessen-Kassel, Fürstentum Hanau, Amt Schwarzenfels[Anm. 2]
- 1806–1810: Kaiserreich Frankreich,[Anm. 3] Fürstentum Hanau, Amt Schwarzenfels (Militärverwaltung)
- 1810–1813: Großherzogtum Frankfurt, Departement Hanau, Distrikt Schwarzenfels
- ab 1816: Kurfürstentum Hessen,[Anm. 4] Fürstentum Hanau, Amt Schwarzenfels[8]
- ab 1821/22: Kurfürstentum Hessen, Provinz Hanau, Kreis Schlüchtern[9][Anm. 5]
- ab 1848: Kurfürstentum Hessen, Bezirk Hanau
- ab 1851: Kurfürstentum Hessen, Provinz Hanau, Kreis Schlüchtern
- ab 1867: Königreich Preußen,[Anm. 6] Provinz Hessen-Nassau, Regierungsbezirk Kassel, Kreis Schlüchtern
- ab 1871: Deutsches Reich, Königreich Preußen, Provinz Hessen-Nassau, Regierungsbezirk Kassel, Kreis Schlüchtern
- ab 1918: Deutsches Reich (Weimarer Republik), Freistaat Preußen, Provinz Hessen-Nassau, Regierungsbezirk Kassel, Kreis Schlüchtern
- ab 1944: Deutsches Reich, Freistaat Preußen, Provinz Nassau, Landkreis Schlüchtern
- ab 1945: Amerikanische Besatzungszone,[Anm. 7] Groß-Hessen, Regierungsbezirk Wiesbaden, Landkreis Schlüchtern
- ab 1946: Amerikanische Besatzungszone, Hessen, Regierungsbezirk Wiesbaden, Landkreis Schlüchtern
- ab 1949: Bundesrepublik Deutschland, Hessen, Regierungsbezirk Wiesbaden, Landkreis Schlüchtern
- ab 1968: Bundesrepublik Deutschland, Hessen, Regierungsbezirk Darmstadt, Landkreis Schlüchtern
- ab 1972: Bundesrepublik Deutschland, Hessen, Regierungsbezirk Darmstadt, Landkreis Schlüchtern, Gemeinde Sinntal[Anm. 8]
- ab 1974: Bundesrepublik Deutschland, Hessen, Regierungsbezirk Darmstadt, Main-Kinzig-Kreis, Gemeinde Sinntal

## Bevölkerung

### Einwohnerstruktur 2011
Nach den Erhebungen des Zensus 2011 lebten am Stichtag dem 9. Mai 2011 in Schwarzenfels 519 Einwohner. Darunter waren 6 (1,2 %) Ausländer.
Nach dem Lebensalter waren 84 Einwohner unter 18 Jahren, 213 zwischen 18 und 49, 120 zwischen 50 und 64 und 102 Einwohner waren älter. Die Einwohner lebten in 210 Haushalten. Davon waren 48 Singlehaushalte, 54 Paare ohne Kinder und 87 Paare mit Kindern, sowie 18 Alleinerziehende und 3 Wohngemeinschaften. In 45 Haushalten lebten ausschließlich Senioren und in 135 Haushaltungen lebten keine Senioren.

### Einwohnerentwicklung
| Quelle: Historisches Ortslexikon |                             |
| • 1549:                          | 17 Haushaltungen            |
| • 1587:                          | 12 Schützen, 7 Spießer      |
| • 1812:                          | 63 Feuerstellen, 482 Seelen |
| • 1821:                          | 63 Häuser                   |

| Schwarzenfels: Einwohnerzahlen von 1812 bis 2020 | Schwarzenfels: Einwohnerzahlen von 1812 bis 2020 | Schwarzenfels: Einwohnerzahlen von 1812 bis 2020 | Schwarzenfels: Einwohnerzahlen von 1812 bis 2020 | Schwarzenfels: Einwohnerzahlen von 1812 bis 2020 |
| --- | ------------------------------------------------ | ------------------------------------------------ | ------------------------------------------------ | ------------------------------------------------ |
| Jahr |                                                  |                                                  |                                                  | Einwohner                                        |
| 1812 | 1812                                             |                                                  | 482                                              | 482                                              |
| 1834 | 1834                                             |                                                  | 657                                              | 657                                              |
| 1840 | 1840                                             |                                                  | 710                                              | 710                                              |
| 1846 | 1846                                             |                                                  | 749                                              | 749                                              |
| 1852 | 1852                                             |                                                  | 702                                              | 702                                              |
| 1858 | 1858                                             |                                                  | 657                                              | 657                                              |
| 1864 | 1864                                             |                                                  | 617                                              | 617                                              |
| 1871 | 1871                                             |                                                  | 614                                              | 614                                              |
| 1875 | 1875                                             |                                                  | 537                                              | 537                                              |
| 1885 | 1885                                             |                                                  | 539                                              | 539                                              |
| 1895 | 1895                                             |                                                  | 480                                              | 480                                              |
| 1905 | 1905                                             |                                                  | 461                                              | 461                                              |
| 1910 | 1910                                             |                                                  | 553                                              | 553                                              |
| 1925 | 1925                                             |                                                  | 508                                              | 508                                              |
| 1939 | 1939                                             |                                                  | 544                                              | 544                                              |
| 1946 | 1946                                             |                                                  | 752                                              | 752                                              |
| 1950 | 1950                                             |                                                  | 675                                              | 675                                              |
| 1956 | 1956                                             |                                                  | 476                                              | 476                                              |
| 1961 | 1961                                             |                                                  | 491                                              | 491                                              |
| 1967 | 1967                                             |                                                  | 523                                              | 523                                              |
| 1970 | 1970                                             |                                                  | 501                                              | 501                                              |
| 1979 | 1979                                             |                                                  | 508                                              | 508                                              |
| 1990 | 1990                                             |                                                  | 602                                              | 602                                              |
| 1995 | 1995                                             |                                                  | 606                                              | 606                                              |
| 2000 | 2000                                             |                                                  | 585                                              | 585                                              |
| 2005 | 2005                                             |                                                  | 605                                              | 605                                              |
| 2010 | 2010                                             |                                                  | 558                                              | 558                                              |
| 2011 | 2011                                             |                                                  | 519                                              | 519                                              |
| 2015 | 2015                                             |                                                  | 557                                              | 557                                              |
| 2020 | 2020                                             |                                                  | 549                                              | 549                                              |
| Datenquelle: Historisches Gemeindeverzeichnis für Hessen: Die Bevölkerung der Gemeinden 1834 bis 1967. Wiesbaden: Hessisches Statistisches Landesamt, 1968. Weitere Quellen: LAGIS; nach 1970: Gemeinde Sinntal; Zensus 2011 |                                                  |                                                  |                                                  |                                                  |

### Historische Religionszugehörigkeit
| • 1885: | 528 evangelische (= 97,96 %), 9 katholische (= 1,67 %), 2 jüdische (= 0,37 %) Einwohner |
| • 1961: | 441 evangelische (= 89,82 %), 46 katholische (= 9,37 %) Einwohner                       |

## Politik
Ortsvorsteher ist Thomas Fuß.

## Infrastruktur
- In Schwarzenfels gibt es einen Kindergarten und ein Dorfgemeinschaftshaus.
- Durch den Ort führt die Landesstraße 3180.
- Die nächsten Bahnanschlüsse bestehen im Bahnhof Schlüchtern an die Kinzigtalbahn von Frankfurt nach Fulda und in Jossa und Sterbfritz an die Bahnstrecke Flieden–Gemünden nach Fulda und Würzburg.

## Persönlichkeiten
- Franz Bäke (1898–1978), Offizier, Generalmajor und Zahnarzt
- Heiner Boehncke (* 1944), Literaturwissenschaftler
- Ulrike Edschmid (* 1940), Schriftstellerin
- Marie Juliane von Hanau (1617–1643), verheiratete Gräfin von Isenburg-Birstein
- Julius Heß (1824–1891), Advokat und Mitglied der kurhessischen Ständeversammlung
- Helmut Nitzsche (1914–2002), bildender Künstler und Glasmaler.